# Grundbau
Der Grundbau ist ein Teilgebiet des Bauingenieurwesens und auch der Geotechnik. Der Namensbestandteil Grund zielt dabei auf den Boden, als Teil der Erdkruste, ab. Die Bauaktivitäten des Grundbaus finden somit überwiegend unterhalb der Geländeoberfläche, oft im sogenannten Baugrund, statt. Im Unterschied zum Felsbau handelt es sich beim Grundbau um das Bauen in Lockergestein. Die Erdstatik liefert die Voraussetzungen, die Bodenmechanik ist die theoretische Grundlage für den Grundbau.
Grundbau beschäftigt sich insbesondere mit der Planung, Berechnung, Ausführung und Sicherung von Gründungen (Fundamentierungen), Stützbauwerken, Baugruben und ähnlichen Baumaßnahmen.
Mit Der Grundbau publizierte 1887 Ludwig Nathaniel August Brennecke die erste deutschsprachige Monografie dieser Subdisziplin der Geotechnik.
Die Bauaufgaben des Grundbaus lassen sich vereinfacht in fünf Gruppen unterteilen:
- Gründungen (Flach- und Tiefgründungen),
- Sicherung von Geländesprüngen (Baugrubenwände, Stützmauern, Verankerungen, Unterfangungen),
- Böschungen (Einschnitte, Schüttdämme, Staudämme) und deren Sicherung gegen Böschungsbruch,
- Hohlraumbauten (Tunnel, Stollen, Schächte, Kavernen, Rohrleitungen),
- Deponien und Altlastensicherung (Abdichtung, Einkapselung).

Das eigentliche Bauen mit Erde als Material ist der Erdbau.
Außerdem beschäftigt sich der Grundbau mit:
- Verkehrswegebau (Straßen, Bahndämme, Flugplätze),
- Bauen im Grundwasser (Grundwasserabsenkung, Dränung, Abdichtungen),
- Hochwasserschutz, Küstenschutz, Hafenanlagen.

Die zur Herstellung der Grundbauwerke eingesetzten Konstruktionen und Bauverfahren hängen eng mit den jeweiligen Baugrundverhältnissen zusammen, so dass jede Technologie an bestimmte Einsatzgrenzen gebunden ist.

## Teilgebiete und verwandte Gebiete
- Erdbau – Abbau und Bewegung von Boden oder Bauwerke mit Erde als Baustoff
- Erdstatik – Berechnungsmethoden für das Verhalten des Bodens
- Bodenmechanik – Wissenschaft von den Bewegungen und Kräften im Boden und die Lehre vom Verhalten des Bodens
- Bauingenieurwesen:
  - Geotechnik – Gründung von Bauwerken im Untergrund
  - Baustatik – Statik der Baukonstruktionen
  - Ingenieurgeologie – Verhalten von Locker- und Festgesteinen
- Bodenkunde – Wissenschaft des Bodens
- Felsbau: Felsmechanik, Tunnelbau
- Tiefbau
- Wasserbau